# Tony Kainz
Tony Kainz (* 1986 in München) ist ein deutscher Schauspieler.

## Leben
Tony Kainz machte zunächst Ausbildungen zum Konditor und Koch und schloss als Konditormeister ab. Von 2014 bis 2016 absolvierte er seine Schauspielausbildung an der Schauspielschule Zerboni in München.
Erste Bühnenerfahrungen sammelte er bei Produktionen im „Theater an der Theresienwiese“ und im „Theaterzelt Riederung“. Seit 2019 gehört er zum Ensemble des Freien Landestheaters Bayern (FLTB). In der Spielzeit 2019/20 spielte er in einer Koproduktion des FLTB und des „Foolstheater“-Ensembles die Hauptrolle des anstellungslosen Dr. Fritz Hagedorn in Erich Kästners Komödie Drei Männer im Schnee.
In der 16. Staffel der TV-Serie Um Himmels Willen (2017) gab Kainz mit einer Episodenhauptrolle als verliebter junger Bräutigam Max sein TV-Debüt. In der 20. Staffel der ZDF-Serie Die Rosenheim-Cops (2020) übernahm Kainz eine der Episodenrollen als tatverdächtiger DJ Florian Lex („DJ Flex“). Im Sommer 2020 stand Kainz in einer Hauptrolle als „Hallodri“ Jan und Jugendfreund der weiblichen Hauptfigur Stine (Mersiha Husagic) für einen ZDF-„Herzkino“-Film aus der Inga-Lindström-Filmreihe vor der Kamera, der Anfang Januar 2021 mit dem Titel Das Haus der 1000 Sterne im ZDF erstausgestrahlt wurde.
Tony Kainz arbeitet auch als Radiomoderator, Fotograf und Hochzeits-DJ. Er lebt zusammen mit seiner Lebensgefährtin, die als Friseurmeisterin und Makeup-Artist tätig ist, in Krailling (Bayern).

## Filmografie (Auswahl)
- 2017: Um Himmels Willen: Junggesellenabschied (Fernsehserie, eine Folge)
- 2019: Tonio & Julia: Schulden und Sühne (Fernsehreihe)
- 2020: Die Rosenheim-Cops: Tödlicher Schwindel (Fernsehserie, eine Folge)
- 2021: Inga Lindström: Das Haus der 1000 Sterne (Fernsehreihe)
- 2021: Der Alte: Kein Entkommen (Fernsehserie, eine Folge)
- 2023: Dahoam is Dahoam (Fernsehserie, drei Folgen)